# Battlefield 2042
Battlefield 2042 är ett förstapersonsskjutspel utvecklat av EA DICE och utgivet av Electronic Arts. Spelet släpptes den 19 november 2021 till Xbox One, Xbox Series XS, Playstation 4, Playstation 5 och Windows.
Enspelarläge ingår inte, utan endast flerspelarläge.
Vid lanseringen ingick sex kartor från äldre versioner av Battlefield:
- "Battle of the Bulge" och "El Alamein" från Battlefield 1942
- "Valparaiso" och "Arica Harbor" från Battlefield Bad Company 2
- "Caspian Border" och "Noshahar Canals" från Battlefield 3

## Handling
Spelet skildrar ett futuristiskt krig mellan USA och Ryssland.

## Utveckling
Utgivningsdatumet angavs först till 22 oktober 2021, men blev försenat fyra veckor på grund av coronapandemin. Pandemin medförde att spelutvecklarna fick arbeta hemifrån, och kunde återvända till utvecklingsstudion först under september 2021.